# 哈特敦 (康乃狄克州)
哈特敦（英語：Hattertown）是位於美國康乃狄克州費爾菲爾德縣纽敦境內的一個村落。

## 地理
哈特敦的座標為41°20′24″N 73°18′31″W / 41.34000°N 73.30861°W，而該地的平均海拔高度為32米（即105英尺）。